# Vespolate
Vespolate är en ort och kommun i provinsen Novara i regionen Piemonte i Italien. Kommunen hade 2 053 invånare (2018).